# Silly-Tillard
Silly-Tillard és un municipi francès, situat al departament de l'Oise i a la regió dels Alts de França. L'any 2007 tenia 462 habitants.

## Demografia

### Població
El 2007 la població de fet de Silly-Tillard era de 462 persones. Hi havia 174 famílies de les quals 37 eren unipersonals (12 homes vivint sols i 25 dones vivint soles), 54 parelles sense fills i 83 parelles amb fills.
La població ha evolucionat segons el següent gràfic:
Habitants censats

### Habitatges
El 2007 hi havia 223 habitatges, 175 eren l'habitatge principal de la família, 39 eren segones residències i 9 estaven desocupats. 216 eren cases i 5 eren apartaments. Dels 175 habitatges principals, 157 estaven ocupats pels seus propietaris, 11 estaven llogats i ocupats pels llogaters i 6 estaven cedits a títol gratuït; 1 tenia una cambra, 6 en tenien dues, 19 en tenien tres, 49 en tenien quatre i 101 en tenien cinc o més. 140 habitatges disposaven pel capbaix d'una plaça de pàrquing. A 63 habitatges hi havia un automòbil i a 97 n'hi havia dos o més.

### Piràmide de població
La piràmide de població per edats i sexe el 2009 era:
| Homes | Edats   | Dones |
| ----- | ------- | ----- |
| 0     | 95 o +  | 4     |
| 0     | 90 a 94 | 0     |
| 0     | 85 a 89 | 4     |
| 4     | 80 a 84 | 0     |
| 12    | 75 a 79 | 8     |
| 12    | 70 a 74 | 20    |
| 0     | 65 a 69 | 4     |
| 8     | 60 a 64 | 8     |
| 20    | 55 a 59 | 8     |
| 28    | 50 a 54 | 20    |
| 16    | 45 a 49 | 24    |
| 16    | 40 a 44 | 20    |
| 8     | 35 a 39 | 12    |
| 12    | 30 a 34 | 8     |
| 0     | 25 a 29 | 8     |
| 12    | 20 a 24 | 4     |
| 17    | 15 a 19 | 8     |
| 12    | 10 a 14 | 4     |
| 8     | 5 a 9   | 16    |
| 8     | 0 a 4   | 0     |

## Economia
El 2007 la població en edat de treballar era de 297 persones, 228 eren actives i 69 eren inactives. De les 228 persones actives 214 estaven ocupades (116 homes i 98 dones) i 13 estaven aturades (8 homes i 5 dones). De les 69 persones inactives 20 estaven jubilades, 21 estaven estudiant i 28 estaven classificades com a «altres inactius».

### Ingressos
El 2009 a Silly-Tillard hi havia 178 unitats fiscals que integraven 488 persones, la mediana anual d'ingressos fiscals per persona era de 22.216 €.

### Activitats econòmiques
Dels 10 establiments que hi havia el 2007, 2 eren d'empreses de construcció, 2 d'empreses de comerç i reparació d'automòbils, 3 d'empreses de serveis i 3 d'empreses classificades com a «altres activitats de serveis».
L'únic servei als particulars que hi havia el 2009 era un guixaire pintor.
L'únic establiment comercial que hi havia el 2009 era una botiga de material esportiu.
L'any 2000 a Silly-Tillard hi havia 10 explotacions agrícoles.

## Equipaments sanitaris i escolars
El 2009 hi havia una escola elemental integrada dins d'un grup escolar amb les comunes properes formant una escola dispersa.

## Poblacions més properes
El següent diagrama mostra les poblacions més properes.